# Allersgraben
Allersgraben (ungarisch Sirokány; kroatisch Širokani) ist eine Ortschaft und Katastralgemeinde der Gemeinde Weiden bei Rechnitz im Bezirk Oberwart im Burgenland.

## Geografie
Das Dorf liegt am südlichen Abfall des Günser Gebirges oberhalb eines Grabens, der über den Rumpersdorfer Bach in den Tauchenbach entwässert. An der westlichen Seite des Ortes fließt der aus Mönchmeierhof kommende Dornauer Bach vorüber.

## Geschichte
Im Jahr 1570 wurde der Ort erstmals erwähnt, wobei die ungarische Form Syroka Haza verwendet wurde. Bis 1971 war Allersgraben ein Teil der damaligen Gemeinde Rauhriegel-Allersgraben.

## Siedlungsentwicklung
Zum Jahreswechsel 1979/1980 befanden sich in der Katastralgemeinde Allersgraben insgesamt 21 Bauflächen mit 17.018 m² und 15 Gärten auf 16.255 m², 1989/1990 gab es 27 Bauflächen. 1999/2000 war die Zahl der Bauflächen auf 74 angewachsen und 2009/2010 bestanden 48 Gebäude auf 86 Bauflächen.

## Bodennutzung
Die Katastralgemeinde ist landwirtschaftlich geprägt. 75 Hektar wurden zum Jahreswechsel 1979/1980 landwirtschaftlich genutzt und 47 Hektar waren forstwirtschaftlich geführte Waldflächen. 1999/2000 wurde auf 60 Hektar Landwirtschaft betrieben und 61 Hektar waren als forstwirtschaftlich genutzte Flächen ausgewiesen. Ende 2018 waren 58 Hektar als landwirtschaftliche Flächen genutzt und Forstwirtschaft wurde auf 62 Hektar betrieben. Die durchschnittliche Bodenklimazahl von Allersgraben beträgt 40,8 (Stand 2010).

## Sehenswürdigkeiten

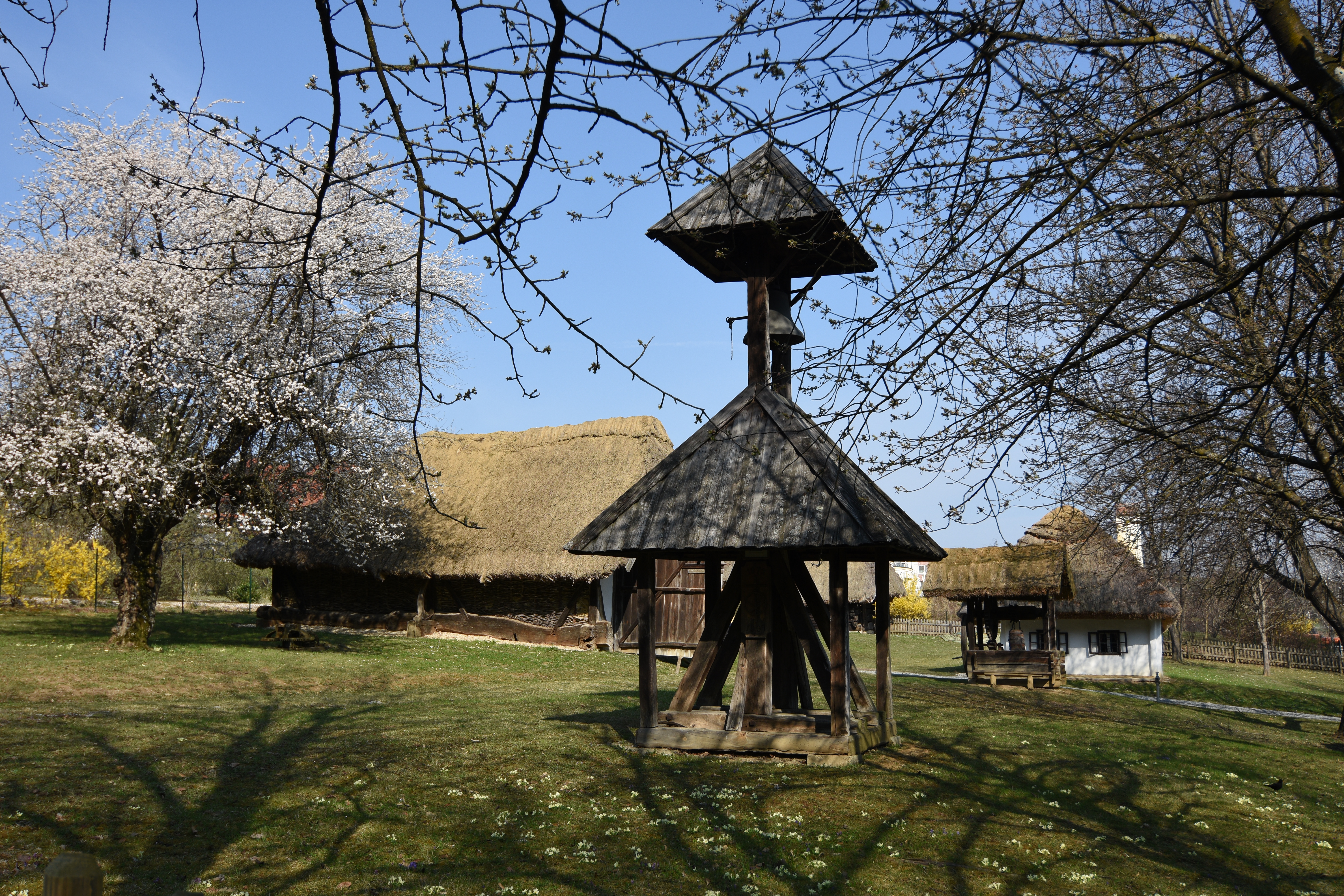
Allersgrabener Glockenturm

Die Filialkirche Allersgraben ist eine Filialkirche der Pfarre Neumarkt. Der aus dem 18. Jahrhundert stammende, ehemalige Glockenturm befindet sich heute im Freilichtmuseum Bad Tatzmannsdorf.